# Сучасне п'ятиборство на літніх Олімпійських іграх 2016 — чоловіки
Змагання з сучасного п'ятиборства серед чоловіків на літніх Олімпійських іграх 2016 пройшли 18 і 20 серпня у Центрі водних видів спорту Деодору (плавання), на стадіоні Деодору (кінний спорт і комбінація бігу і стрільби) та Молодіжній арені (фехтування). Взяло участь 36 спортсменів з 25 країн.

## Формат змагань
Змагання з сучасного п'ятиборства складалися з п'яти дисциплін. Формат трохи відрізнявся від типового сучасного п'ятиборства, оскільки дві дисципліни були об'єднані в одну.
- Фехтування: кругове змагання на шпагах в один доторк. Оцінка утворювалася в залежності від відсотку перемог.
- Плавання: заплив на 200 метрів вільним стилем. Оцінка залежала від часу.
- Кінний спорт: змагання з конкуру. Оцінка залежала від штрафу за збиті перешкоди, відмови долати перешкоди, падіння і перевищення часової межі.
- Комбінація бігу і стрільби: забіг на 3 кілометри зі стрільбою з пістолета (спортсмен через кожен кілометр повинен був влучити в п'ять мішеней за 70 секунд). Учасники виходили на старт через проміжки, які були вирахувані на основі попередніх трьох дисциплін.

## Розклад
Хронологія за бразильським часом (UTC−3)
| Дата              | Час   | Стадія                        |
| ----------------- | ----- | ----------------------------- |
| четвер, 18 серпня | 14:30 | Фехтування (Ranking Round)    |
| Субота, 20 серпня | 12:00 | Плавання                      |
| Субота, 20 серпня | 14:00 | Фехтування (бонус-раунд)      |
| Субота, 20 серпня | 15:30 | Кінний спорт                  |
| Субота, 20 серпня | 18:00 | Комбінація (біг зі стрільбою) |

## Результати
Легенда
 ♦  Жовтий колір з символом діаманта позначає найвищий бал у кожній дисципліні.
| Місце | Країна                | Спортсмен             | Плавання Час (очки) | Фехтування Перемоги (очки) | Кінний спорт Час (очки) | Комбінація Час (очки) | Загалом |
| ----- | --------------------- | --------------------- | ------------------- | -------------------------- | ----------------------- | --------------------- | ------- |
| 1     | Росія (RUS)           | Олександр Лесун       | 2:05.58 (324)       | 28 (268)♦ OR               | 71.02 (279)             | 11:32.35 (608)        | 1479    |
| 2     | Україна (UKR)         | Павло Тимощенко       | 2:05.59 (324)       | 21 (227)                   | 65.43 (286)             | 11:05.74 (635)        | 1472    |
| 3     | Мексика (MEX)         | Ісмаель Ернандес      | 2:02.12 (334)       | 18 (208)                   | 71.78 (300)             | 11:14.33 (626)        | 1468    |
| 4     | Франція (FRA)         | Валентін Прадес       | 2:04.44 (327)       | 21 (227)                   | 80.73 (288)             | 11:27.45 (613)        | 1467    |
| 5     | Італія (ITA)          | Ріккардо Де Лука      | 2:09.36 (312)       | 20 (222)                   | 71.56 (300)             | 11:07.23 (633)        | 1467    |
| 6     | Німеччина (GER)       | Патрік Доге           | 2:07.65 (318)       | 25 (240)                   | 80.73 (288)             | 11:23.36 (617)        | 1463    |
| 7     | Австралія (AUS)       | Макс Еспозіто         | 1:59.71 (341)       | 14 (185)                   | 74.39 (300)             | 11:04.99 (636)        | 1462    |
| 8     | Ірландія (IRL)        | Артур Ланіган О'Кіффі | 2:03.03 (331)       | 16 (198)                   | 74.83 (300)             | 11:12.21 (628)        | 1457    |
| 9     | Чехія (CZE)           | Давид Свобода         | 2:05.59 (324)       | 21 (226)                   | 79.48 (282)             | 11:20.92 (620)        | 1452    |
| 10    | Велика Британія (GBR) | Джо Чунг              | 1:58.50 (345)       | 22 (224)                   | 70.31 (293)             | 11:51.59 (589)        | 1451    |
| 11    | США (USA)             | Натан Шрімшер         | 2:00.87 (338)       | 20 (220)                   | 79.42 (282)             | 11:30.76 (610)        | 1450    |
| 12    | Угорщина (HUN)        | Адам Мароші           | 2:01.66 (335)       | 16 (196)                   | 67.87 (293)             | 11:19.84 (621)        | 1445    |
| 13    | Південна Корея (KOR)  | Чун Чін-Хва           | 2:00.82 (338)       | 17 (203)                   | 78.75 (283)             | 11:21.80 (619)        | 1443    |
| 14    | Велика Британія (GBR) | Джеймс Кук            | 1:55.60 (354)♦ OR   | 14 (185)                   | 80.48 (288)             | 11:31.07 (609)        | 1436    |
| 15    | Гватемала (GUA)       | Чарльз Фернандез      | 2:03.18 (331)       | 16 (214)                   | 80.58 (271)             | 11:21.49 (619)        | 1435    |
| 16    | Китай (CHN)           | Цао Чжунжун           | 2:00.08 (340)       | 17 (204)                   | 74.31 (300)             | 11:51.14 (589)        | 1433    |
| 17    | Угорщина (HUN)        | Бенце Деметер         | 2:03.89 (329)       | 19 (217)                   | 74.62 (265)             | 11:21.98 (619)        | 1430    |
| 18    | Китай (CHN)           | Го Цзяньлі            | 2:01.94 (335)       | 19 (214)                   | 73.06 (286)             | 11:46.21 (594)        | 1429    |
| 19    | Південна Корея (KOR)  | Чун Вун-Те            | 2:00.88 (338)       | 13 (178)                   | 73.91 (272)             | 11:02.50 (638) ♦ OR   | 1426    |
| 20    | Франція (FRA)         | Валентин Прадес       | 2:07.83 (317)       | 19 (216)                   | 74.31 (286)             | 11:39.37 (601)        | 1420    |
| 21    | Німеччина (GER)       | Крістіан Циллекенс    | 2:06.24 (322)       | 16 (196)                   | 75.90 (286)             | 11:27.45 (613)        | 1417    |
| 22    | Японія (JPN)          | Томоя Мігуті          | 2:02.62 (333)       | 20 (220)                   | 80.30 (281)             | 12:02.88 (578)        | 1412    |
| 23    | Єгипет (EGY)          | Омар Ель-Гезірі       | 2:03.62 (330)       | 23 (239)                   | 75.10 (265)             | 12:11.94 (569)        | 1403    |
| 24    | Італія (ITA)          | П'єр Паоло Петроні    | 2:05.51 (324)       | 13 (179)                   | 75.94 (293)             | 11:39.60 (601)        | 1397    |
| 25    | Єгипет (EGY)          | Амро Ель-Гезірі       | 1:55.80 (353)       | 18 (208)                   | 77.23 (291)             | 12:39.19 (541)        | 1393    |
| 26    | Україна (UKR)         | Андрій Федечко        | 2:05.63 (324)       | 16 (198)                   | 79.49 (275)             | 11:47.68 (593)        | 1390    |
| 27    | Польща (POL)          | Шимон Стаськевич      | 2:10.16 (310)       | 21 (227)                   | 73.44 (258)             | 11:45.88 (595)        | 1390    |
| 28    | Латвія (LAT)          | Руслан Наконечний     | 2:03.83 (329)       | 13 (180)                   | 72.45 (272)             | 11:35.70 (605)        | 1386    |
| 29    | Японія (JPN)          | Сьохей Івамото        | 2:08.65 (315)       | 09 (154)                   | 74.90 (300) ♦           | 11:54.59 (586)        | 1355    |
| 30    | Аргентина (ARG)       | Еммануель Сапата      | 2:06.66 (320)       | 11 (166)                   | 77.50 (277)             | 12:03.19 (577)        | 1340    |
| 31    | Бразилія (BRA)        | Феліпе Насіменту      | 2:05.39 (324)       | 09 (155)                   | 75.72 (251)             | 12:15.59 (565)        | 1295    |
| 32    | Куба (CUB)            | Хосе Фігероа          | 2:15.39 (294)       | 09 (156)                   | 122.31 (233)            | 12:49.13 (531)        | 1214    |
| 33    | Болгарія (BUL)        | Дімітар Крастанов     | 2:04.96 (326)       | 19 (215)                   | E (0)                   | 11:02.95 (638)        | 1179    |
| 34    | Литва (LTU)           | Юстінас Кіндеріс      | 2:06.84 (320)       | 18 (211)                   | E (0)                   | 11:27.33 (613)        | 1144    |
| 35    | Казахстан (KAZ)       | Павло Ільяшенко       | 2:06.19 (322)       | 18 (208)                   | E (0)                   | 11:29.79 (611)        | 1141    |
| 36    | Чехія (CZE)           | Ян Куф                | 2:05.84 (323)       | 19 (215)                   | E (0)                   | 12:15.62 (565)        | 1103    |

## Рекорди
| Загалом                              | Олександр Лесун (RUS)   | 1479 очок. |
| Плавання                             | Джеймс Кук (GBR)        | 1:55.60    |
| Комбінація                           | Jun Woong-tae (KOR)     | 11:02.50   |
| Біг                                  | Дімітар Крастанов (BUL) | 10:20.18   |
| Стрільба - 1 сесія з 5-ти пострілів  | Jun Woong-tae (KOR)     | 7.39       |
| Стрільба - 4 сесії з 20-ти пострілів | Натан Шрімшер (USA)     | 34.08      |